# Nesticus brasiliensis
Espèce
Nesticus brasiliensis est une espèce d'araignées aranéomorphes de la famille des Nesticidae.

## Distribution
Cette espèce est endémique du Brésil. Elle se rencontre dans l'État de Santa Catarina et du Rio Grande do Sul,.

## Description
Le mâle holotype mesure 3,20 mm et la femelle paratype 3,05 mm.

## Étymologie
Son nom d'espèce, composé de brasil et du suffixe latin -ensis, « qui vit dans, qui habite », lui a été donné en référence au lieu de sa découverte, le Brésil.

## Publication originale
- Brignoli, 1979 : Ragni del Brasile V. Due nuovi generi e quattro nuove specie dello stato di Santa Catarina (Araneae). Revue Suisse de Zoologie, vol. 86, p. 913-924 (texte intégral).